# Teboho Mokoena (ur. 1974)
Teboho Mokoena (ur. 10 lipca 1974 w Thokoza, prowincja Gauteng) – południowoafrykański piłkarz, który występował na pozycji pomocnika. Dla swojej reprezentacji rozegrał 28 meczów, strzelając 5 goli. Uczestniczył w Mistrzostwach Świata 2002, gdzie zdobył bramkę w meczu z Paragwajem w fazie grupowej.